# Манганоцен
Манганоцен — металлоорганическое сэндвичевое соединение
марганца и циклопентадиена с формулой Mn(C5H5)2,
янтарные или красно-коричневые кристаллы,
реагирует с водой,
самовоспламеняется на воздухе.

## Получение
- Реакция хлорида марганца и циклопентадиенида натрия в тетрагидрофуране:

{\displaystyle {\mathsf {MnCl_{2}+2NaC_{5}H_{5}\ {\xrightarrow {66^{o}C}}\ Mn(C_{5}H_{5})_{2}+2NaCl}}}

## Физические свойства
Манганоцен образует янтарные кристаллы, которые при 158°С переходят в полимерную красно-коричневую модификацию.
Неустойчивые на воздухе (самовоспламеняется), очень чувствительны к следам воды.
В отличие от остальных металлоценов содержит ионную связь.
Растворяется в пиридине, тетрагидрофуране, слабо растворяется в бензоле.
Растворы в тетрагидрофуране диссоциированы на Mn2+ и C5H5-.

## Химические свойства
- Реагирует с хлоридом железа с образованием ферроцена:

{\displaystyle {\mathsf {Mn(C_{5}H_{5})_{2}+FeCl_{2}\ {\xrightarrow {}}\ Fe(C_{5}H_{5})_{2}+MnCl_{2}}}}